# Landkreis Müritz
Landkreis Müritz var ett distrikt (Landkreis) i det tyska förbundslandet Mecklenburg-Vorpommern. Distriktet var uppkallat efter sjön Müritz som ligger här.
Distriktet låg söder om distrikten Güstrow och Demmin, öster om distriktet Parchim, väster om distriktet Mecklenburg-Strelitz samt norr om förbundslandet Brandenburg. Distriktets huvudort var Waren.